# Cees Doorakkers

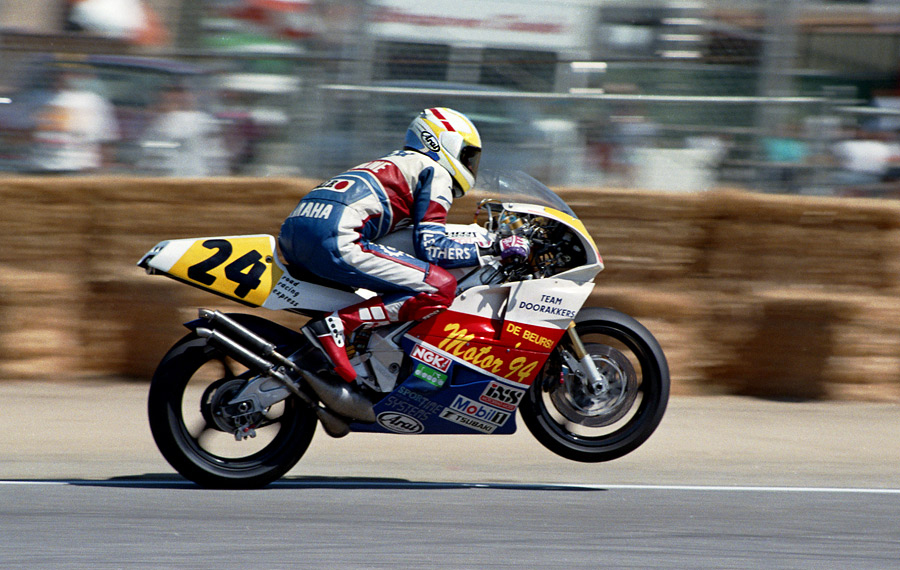
Cees Doorakkers

Cornelis Martinus Anthinius Maria Doorakkers (Gilze, 2 maart 1963) is een Nederlands coureur.
Cees Doorakkers werd in 1984 en 1986 Nederlands kampioen 250cc en in het laatste jaar werd hij ook Nederlands kampioen 500cc. Tussen 1988 en 1994 kwam hij uit in het GP-wegrace wereldkampioenschap. Aangezien Doorakkers nooit beschikte over professioneel materiaal wist hij niet meer dan enkele punten te scoren. Zijn hoogste klassering was tijdens de Grand Prix van Rijeka in 1990, namelijk de zevende. Dat seizoen behaalde hij 39 punten en werd daarmee 16e in de eindrangschikking. In 1991 werd hij geklasseerd als beste privé-rijder, 14e met veertig punten. Daarna zou Doorakkers niet meer dan een paar punten bij elkaar sprokkelen. Geldgebrek en materiaalpech zoals een vastloper van zijn nieuwe fabrieksblok tijdens de eerste wedstrijd van het seizoen in Australië zorgde voor niet competitief materiaal, zodat hij in 1994 besloot te stoppen met het wereldkampioenschap. In 1996 reed Cees 1 jaar mee met het 125cc NK karting met versnellingen en werd direct 5e. Na een korte tijd te zijn gestopt ging hij toch weer motorracen en won nog diverse titels in de BOTT-klasse en Supermono, daarnaast racete Cees met Marcos en later in de Alfa Challenge met de Alfa Romeo 156 en de 147.
Cees Doorakkers heeft een motorzaak in Molenschot (NB).

## Prestaties
- 5e en 6e in de 24 uren van Le Mans (voor motorfietsen)
- 2 maal beste privateer WK GP Wegrace (In de eindstand van 1991 14e en van 1990 16e)
- 2 maal Nederlands kampioen 250cc
- Nederlands kampioen 500cc
- 5 x Nederlands kampioen
- 1 x Nederlands kampioen Supermono 1995